# Gościmir
Gościmir, Gościmiar – staropolskie imię męskie. Składa się z członu Gości- ("gościć", "gość") -mir ("pokój, spokój, dobro"). Mogło zatem oznaczać "ten, u którego gości spokój" lub in. 
Gościmir imieniny obchodzi 15 marca i 18 grudnia.
Staropolskie zdrobnienia od Gościmira i innych podobnie zaczynających się imion męskich: 
- Gostach, Gostal, Gostan, Gostasz, Gostawa, Gostek, Gostka, Gostko, Goston // Gostoń, Gostuj, Gostur;
- Goszcz (?), Goszcza, Goszczon //Goszczoń, Goszczuj (według niektórych badaczy zapis ten powinno się odczytywać jako Gościuj);
- Gościca, Gościch, Gościcha, Gościech, Gościej, Gościęta, Gościk, Gościna (możliwe, że był to Goszczyna lub Gostynia), Gościsz;
- inne możliwe zdrobnienia — Goch, Gocho, Gochoła, Gosz, Goszal, Goszek, Goszel, Goszk, Goszka, Goszko, Goszo, Goszyk